# Mary van Teck
Victoria Mary Augusta Louise Olga Pauline Claudine Agnes van Teck (Kensington Palace, Londen, 26 mei 1867 — Marlborough House, Londen, 24 maart 1953) was de gemalin van de Britse koning George V, met wie ze in 1893 trouwde. Aanvankelijk was ze verloofd met zijn oudere broer, die echter in 1892 overleed.

## Afkomst
Prinses Mary was de oudste dochter van prins Frans van Teck en prinses Maria Adelheid van Cambridge, een kleindochter van koning George III. 
Haar vader was een zoon uit het morganatische huwelijk van Alexander van Württemberg met gravin Claudine Rhédey van Kis-Rhéde. Frans' vader verloor door zijn huwelijk iedere aanspraak op de troon van Württemberg. Zijn zoon Frans werd in 1861 opgetuigd met de titel Prins van Teck. Deze zocht en vond een uitweg uit de doodlopende dynastieke weg, waarin zijn Württembergse tak was geraakt, door te trouwen met Maria Adelheid. 
Maria Adelheid was een volle nicht van koningin Victoria. Deze vrouw, de moeder van Mary, stond vanwege haar fysieke conditie bekend als fat Mary. Het Britse hof schijnt, ten einde haar een gunstig huwelijk te bezorgen, van deur tot deur te zijn gegaan, maar niemand hapte toe. Lord Clarendon merkte in zijn dagboek op dat het te betwijfelen viel of er überhaupt een Duitse prins was die zich zou willen wagen aan "so vast an undertaking". Uiteindelijk vond zij Frans. Uit dit huwelijk was Mary het oudste kind en de enige dochter.

## Prinses van Wales
Na de dood van koningin Victoria in 1901 trok Mary acht maanden door het Britse Rijk en deed hierbij Gibraltar, Malta, Egypte, Ceylon, Singapore, Australië, Nieuw-Zeeland, Mauritius, Zuid-Afrika en Canada aan. Nadat ze teruggekomen was op 9 november, werd de zestigste verjaardag van koning Edward gevierd, de koning benoemde George tot Prins van Wales. De familie verhuisde van hun residentie St. James's Palace naar Marlborough House. Als prinses van Wales vergezelde Mary haar man op reizen naar Oostenrijk-Hongarije en Württemberg in 1904. Het jaar daarop baarde ze haar jongste kind, prins John. Het was een zware bevalling, Mary herstelde snel, haar zoon leed aan ademhalingsproblemen.
Vanaf oktober 1905 ondernamen de prins en prinses van Wales een acht maanden durende reis, dit keer door Brits-Indië, hun kinderen werden ondergebracht bij de koning en koningin. Ze reisden door Egypte, daarna reisden ze via Egypte door naar Griekenland, waar op dat moment Georges oom koning was onder de naam George I. Daarna reisden ze door naar Spanje voor het huwelijk van koning Alfons XIII en Victoria Eugénie van Battenberg. Een week later, nadat ze waren teruggekeerd in Engeland, reisden ze naar Noorwegen om de kroning van koning Haakon VII en koningin Maud bij te wonen. Maud was een zus van George.

## Koningin

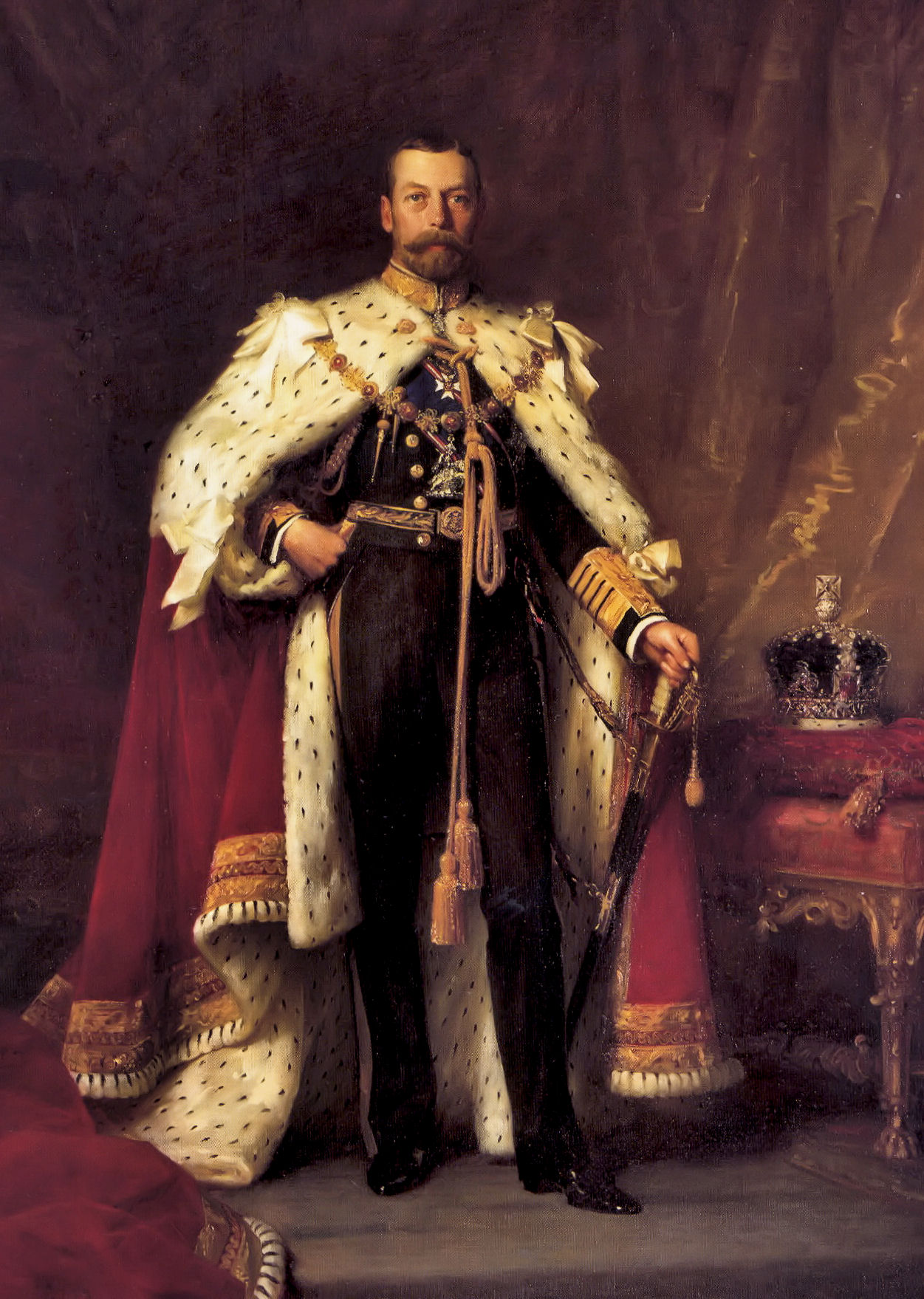
Koning George V, de man van Mary

### Eerste jaren als koningin
Op 6 mei 1910 stierf koning Edward VII. De Prins van Wales besteeg de troon als koning George V en Mary werd koningin van het Verenigd Koninkrijk. Haar man vroeg haar destijds om een van haar twee officiële namen (Victoria Mary) te laten vallen. Ze koos als naam Mary; als ze had gekozen voor Victoria had dat te veel doen denken aan de grootmoeder van haar man, koningin Victoria. Koningin Mary werd samen met haar man gekroond op 22 juni 1911 in de Westminster Abbey. Later in het jaar reisden de nieuwe koning en koningin naar Brits-Indië voor de Delhi Durbar (het hof van Delhi, de kroning tot keizer en keizerin) dat werd gehouden op 12 december 1911, daarna reisden ze door het subcontinent als keizer en keizerin van India. Ze keerden in februari terug naar Groot-Brittannië. Het Koningin Mary college in Lahore, Pakistan en de Koningin Mary School in New Delhi werden gesticht na het bezoek van de koning en koningin.
Het begin van haar periode als de vrouw van de koning begon met een conflict met haar schoonmoeder, Alexandra. Ook al hadden de twee koninginnen een goede relatie, Alexandra kon erg eigenwijs zijn. Ze zorgde voor wat probleempjes bij de bijzetting van Edward VII en behield vele juwelen die ze had moeten doorgeven aan Mary, die nu de koningin was.

### Koningin tijdens de Eerste Wereldoorlog
Tijdens de Eerste Wereldoorlog legde koningin Mary Buckingham Palace een strenge bezuinigingsmaatregel op, zamelde voedsel in, bezocht gewonde en soms stervende militairen in het ziekenhuis. Na drie jaar oorlog tegen Duitsland, en de groeiende anti-Duitse gevoelens in Groot-Brittannië, werd de Russische keizerlijke familie, die was afgezet tijdens de Russische Revolutie, asiel geweigerd in het Verenigd Koninkrijk, mede doordat de vrouw van de tsaar in Duitsland was geboren. Het nieuws van de abdicatie van de tsaar verhoogde de verwachtingen van de republikeinen die de monarchie wilden vervangen door een republiek. Nadat republikeinen de Duitse achtergrond van de koning en koningin gebruikten voor propaganda tegen de monarchie, deed koning George afstand van al zijn Duitse titels en familiebanden, en verving het Duitse Huis Saksen-Coburg en Gotha door het Engelse "Windsor". Ook de familieleden van de koningin deden afstand van hun Duitse titels en namen de Engelse naam Cambridge aan. De oorlog eindigde in 1918 toen Duitsland werd verslagen. De Duitse keizer abdiceerde op 9 november van dat jaar en ging in ballingschap.

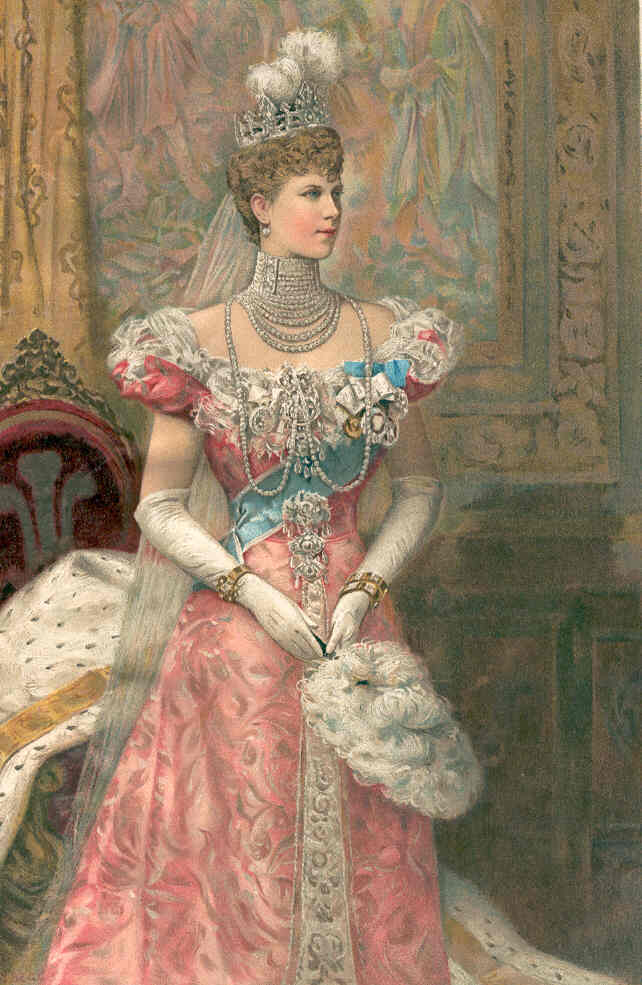
Mary, tijdens de kroning van haar schoonvader in 1902

### Overlijden van prins John
Twee maanden nadat de oorlog was afgelopen overleed koningin Mary’s jongste zoon, John, op de leeftijd van dertien jaar. Ze beschreef haar schok en verdriet in haar dagboek en in brieven die werden gepubliceerd na haar dood: "Our poor darling little Johnnie had passed away suddenly… The first break in the family circle is hard to bear but people have been so kind & sympathetic & this had helped us [the King and me] much." Vrij vertaald: "Onze arme lieve kleine Johnnie is plotseling heengegaan… De eerste breuk in de familiekring is moeilijk om te dragen maar de mensen zijn zo lief & sympathiek & dit heeft ons [de Koning en mij] zeer geholpen."

### De relatie met haar man George
Koningin Mary steunde haar man continu tijdens de laatste jaren van zijn regeringsperiode. Ze adviseerde hem, hielp hem bij het schrijven van toespraken, en gebruikte haar grote kennis om de koning te adviseren. Hij waardeerde haar discretie, intelligentie en mening. Ze handhaafde haar zelfvertrouwen in al haar publieke bezigheden in de jaren na de oorlog, een periode die wordt gemarkeerd door burgerlijke onrust over sociale omstandigheden, de Ierse Onafhankelijkheid en het nationalisme in Brits-Indië.

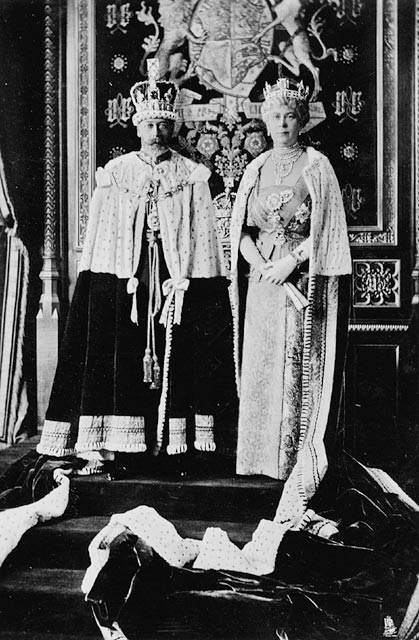
Koningin Mary en haar man

Aan het einde van de jaren 20 werd koning George plotseling ziek (longproblemen) veroorzaakt door zijn hevige roken. Koningin Mary betaalde particuliere zorg voor hem. Tijdens zijn ziekte in 1928 werd er aan Sir Farquhar Buzzard gevraagd wie er verantwoordelijk was voor het herstel van de koning. Hij antwoordde: "The Queen" (de koningin). In 1935 vierden koning George V en koningin Mary hun zilveren jubileum, er waren in het hele Britse Rijk vieringen en feesten. In zijn jubileumtoespraak bedankte George zijn vrouw publiekelijk voor al haar verdiensten.

## Laatste jaren

### De dood van haar man
De koning stierf op 20 januari 1936, nadat de arts, de toekomstige Baron Dawson of Penn, hem een injectie gaf met morfine en cocaïne die zijn dood waarschijnlijk versnelden. Hun oudste zoon, Edward, Prins van Wales, besteeg de troon als koning Edward VIII. Mary was nu koningin-moeder. Ook al gebruikte ze zelf die titel niet, ze werd bekend als Her Majesty Queen Mary (Hare Majesteit Koningin Mary).

### Rol na het overlijden van haar man
Koningin Mary maakte zich verdienstelijk op het gebied van kunst en cultuur. Verder stond ze bekend om haar intelligentie, dit in tegenstelling tot haar echtgenoot. Samen hadden ze zes kinderen, van wie er twee de troon zouden bestijgen. De troonsafstand van Edward in 1936, naar aanleiding van zijn liefde voor Wallis Simpson, een gescheiden vrouw, kon ze maar moeilijk accepteren. Tijdens de Tweede Wereldoorlog week ze vanuit Londen uit naar het platteland bij haar nicht, de hertogin van Beaufort, op Badminton House.

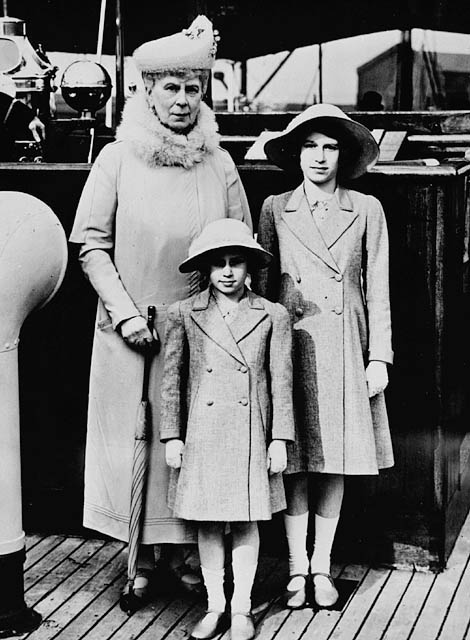
Koningin Mary met haar kleindochters de prinsessen Elizabeth en Margaret

### Overlijden
Koningin Mary overleefde drie van haar kinderen. De jongste overleed in 1919. Haar vierde zoon George kwam tijdens de Tweede Wereldoorlog om bij een vliegtuigongeluk. In 1952 overleed Albert (koning George VI) aan de gevolgen van kanker. Koningin Mary overleed zelf dertien maanden later op 85-jarige leeftijd, een paar maanden voor de kroning van haar kleindochter koningin Elizabeth II.

## Kinderen
- Edward (23 juni 1894 – 28 mei 1972), werd na de dood van zijn vader koning, trouwde met Wallis Simpson
- Albert (14 december 1895 – 6 februari 1952), werd na het aftreden van zijn broer koning als George VI, trouwde met Elizabeth Bowes-Lyon
- Mary (25 april 1897 – 28 maart 1965), gehuwd met Henry Lascelles, 6de graaf van Harewood (1882-1947)
- Hendrik (31 maart 1900 – 10 juni 1974), trouwde met Alice Christabel Montagu-Douglas-Scott
- George (20 december 1902 – 25 augustus 1942), trouwde met Marina van Griekenland en Denemarken
- John (12 juli 1905 – 18 januari 1919)

## Titels
- Hare Doorluchtige Hoogheid Prinses Victoria Mary van Teck (1867 - 1893)
- Hare Koninklijke Hoogheid de Hertogin van York (1893 - 1901)
- Hare Koninklijke Hoogheid de Hertogin van Cornwall en York (1901 - 1901)
- Hare Koninklijke Hoogheid de Prinses van Wales (1901 - 1910)
  - Hare Koninklijke Hoogheid de Hertogin van Rothesay (1901 - 1910), de Schotse titel
- Hare Majesteit de Koningin (1910 - 1936)
- Hare Majesteit Koningin Mary (1936 - 1953)

## Voorouders
| Kwartierstaat van Mary van Teck | Kwartierstaat van Mary van Teck                                                        | Kwartierstaat van Mary van Teck                                                        | Kwartierstaat van Mary van Teck                                                        | Kwartierstaat van Mary van Teck                                                        | Kwartierstaat van Mary van Teck                                                                                               | Kwartierstaat van Mary van Teck                                                                                               | Kwartierstaat van Mary van Teck                                                  | Kwartierstaat van Mary van Teck                                                  |
| ------------------------------- | -------------------------------------------------------------------------------------- | -------------------------------------------------------------------------------------- | -------------------------------------------------------------------------------------- | -------------------------------------------------------------------------------------- | --- | --- | -------------------------------------------------------------------------------- | -------------------------------------------------------------------------------- |
| Overgrootouders                 | Lodewijk van Württemberg (1756-1817) ∞ 1736 Henriëtte van Nassau-Weilburg (1780-1857)  | Lodewijk van Württemberg (1756-1817) ∞ 1736 Henriëtte van Nassau-Weilburg (1780-1857)  | László Rhédey de Kis-Rhéde (-) ∞ 1735 Ágnes Inczédy de Nagy-Várad (-)                  | László Rhédey de Kis-Rhéde (-) ∞ 1735 Ágnes Inczédy de Nagy-Várad (-)                  | Koning George III van het Verenigd Koninkrijk (1738-1820) ∞ 1761 Prinses Sofia Charlotte van Mecklenburg-Strelitz (1744-1818) | Koning George III van het Verenigd Koninkrijk (1738-1820) ∞ 1761 Prinses Sofia Charlotte van Mecklenburg-Strelitz (1744-1818) | Frederik van Hessen-Kassel (1747-1837) ∞ Carolina van Nassau-Usingen (1762-1823) | Frederik van Hessen-Kassel (1747-1837) ∞ Carolina van Nassau-Usingen (1762-1823) |
| Grootouders                     | Alexander van Württemberg (1804-1885) ∞ 1761 Claudine Rhédey van Kis-Rhéde (1812-1841) | Alexander van Württemberg (1804-1885) ∞ 1761 Claudine Rhédey van Kis-Rhéde (1812-1841) | Alexander van Württemberg (1804-1885) ∞ 1761 Claudine Rhédey van Kis-Rhéde (1812-1841) | Alexander van Württemberg (1804-1885) ∞ 1761 Claudine Rhédey van Kis-Rhéde (1812-1841) | Adolf van Cambridge (1774-1850) ∞ Prinses Augusta van Hessen-Kassel (1797-1889)                                               | Adolf van Cambridge (1774-1850) ∞ Prinses Augusta van Hessen-Kassel (1797-1889)                                               | Adolf van Cambridge (1774-1850) ∞ Prinses Augusta van Hessen-Kassel (1797-1889)  | Adolf van Cambridge (1774-1850) ∞ Prinses Augusta van Hessen-Kassel (1797-1889)  |
| Ouders                          | Frans van Teck (1837-1900) ∞ Maria Adelheid van Cambridge (1833-1897)                  | Frans van Teck (1837-1900) ∞ Maria Adelheid van Cambridge (1833-1897)                  | Frans van Teck (1837-1900) ∞ Maria Adelheid van Cambridge (1833-1897)                  | Frans van Teck (1837-1900) ∞ Maria Adelheid van Cambridge (1833-1897)                  | Frans van Teck (1837-1900) ∞ Maria Adelheid van Cambridge (1833-1897)                                                         | Frans van Teck (1837-1900) ∞ Maria Adelheid van Cambridge (1833-1897)                                                         | Frans van Teck (1837-1900) ∞ Maria Adelheid van Cambridge (1833-1897)            | Frans van Teck (1837-1900) ∞ Maria Adelheid van Cambridge (1833-1897)            |
| Mary van Teck (1867-1953)       |                                                                                        |                                                                                        |                                                                                        |                                                                                        | | |                                                                                  |                                                                                  |

- Biblioteca Nacional de España: XX5491959
- Bibliothèque nationale de France: cb16255333c (data)
- Gemeinsame Normdatei: 118869701
- International Standard Name Identifier: 0000 0003 8195 5425
- KulturNav: 13d5f97f-720e-4efa-9a14-dd41bd605b39
- Library of Congress Control Number: n80139234
- Nationale Bibliotheek van Letland: 000180339
- MusicBrainz: cb8bb020-8a78-4516-80d3-e97c37ae18b0
- National Archives and Records Administration: 10568374
- Nationale bibliotheek van Australië: 35735489
- Nationale Bibliotheek van Israël: 987007265171505171
- Nationale Bibliotheek van Polen: a0000003256134
- Nederlandse Thesaurus van Auteursnamen: 070183368
- SNAC: w6m335n5
- Système universitaire de documentation: 087021196
- Museum of New Zealand Te Papa Tongarewa: 7828
- Trove: 1063700
- Virtual International Authority File: 263161700
- WorldCat: E39PBJm986YpjCC4FRD7rM4jG3